# Thomas Cromwell
Thomas Cromwell, från 1540 earl av Essex (Lord Essex), född omkring 1485 i Putney i London, död 28 juli 1540 på Towern, London (avrättad), var en engelsk statsman, en av de viktigaste politiska personligheterna under Henrik VIII:s styre.

## Biografi
Cromwell föddes omkring 1485 i Putney. Han var son till smeden och klädhandlaren Walter Cromwell. I början av 1500-talet reste den unge Thomas Cromwell runt i Frankrike, Nederländerna och Italien och tjänstgjorde bland annat som legosoldat i franska armén. Efter att ha inlett en karriär som jurist i England och blivit parlamentsledamot 1523 trädde Cromwell i tjänst hos kungens dåvarande närmaste man kardinal Thomas Wolsey. År 1533 hade Cromwell nått positionen som secretary of state.
I samband med Wolseys fall, till följd av att denne misslyckades med att få katolska kyrkan att bevilja Henrik VIII annullering av hans äktenskap med Katarina av Aragonien, fick Cromwell under 1530-talet en mer framträdande roll då han var den ledande bland dem som föreslog för Henrik VIII att kungen skulle bryta med katolska kyrkan och göra sig till överhuvud för engelska kyrkan. Cromwell drev också igenom suprematiakten i parlamentet 1534. 
År 1535 utnämnde Henrik VIII Cromwell till sin ställföreträdare i kyrkliga frågor. Detta gav Cromwell makt som högste domare i kyrkliga ärenden, och ämbetet innebar en enda förenande institution över den engelska kyrkans två provinser. Som kungens generalvikarie övervakade han klosterupplösningen, som inleddes med hans visitation av kloster och klosterkyrkor, tillkännagiven 1535 och påbörjad vintern 1536.
Klosterupplösningen har ofta beskrivits som ett cyniskt initiativ för att roffa åt staten pengar, men Cromwell och hans anhängare hade genuina teologiska invändningar mot klosterlivet som idé och särskilt mot medlingsböner för de döda. Under Cromwells ämbetsperiod var Henrik VIII:s regering mycket öppnare för religiösa reformer än den senare blev. 
Cromwell var också arkitekten bakom Laws in Wales Acts, som innebar att Englands lag skulle gälla i Wales och att de två länderna skulle räknas som en stat. Lagstiftningen antogs för första gången 1535 och i ett andra steg 1542.
Cromwell var Anne Boleyns bundsförvant i strävandet att förmå kungen att bryta med påvedömet, i avsikt att göra det möjligt för kungen att annullera sitt första äktenskap och gifta sig med Boleyn. Det lyckades. Senare stödde Cromwell ändå Henrik när denne 1536 lät avrätta Boleyn och sedan gifte sig med Jane Seymour. Som belöning för hans tjänster utnämnde Henrik VIII Cromwell till baron av Wimbledon och Lord Privy Seal 1536. På den sistnämnda posten efterträdde han Anne Boleyns far Thomas Boleyn, 1:e earl av Wiltshire, som fallit i onåd i samband med dotterns fall.
Strax efter kungens omgifte utbröt ett stort uppror i norra England, kallat nådens pilgrimsfärd (Pilgrimage of Grace), för att stoppa klosterupplösningen. Inledningsvis var det ett folkligt uppror men det kom även att stödjas av lågadel och en del högadel. För att lugna de rebelliska katolikerna gick Henrik VIII med på att låta parlamentet ta upp deras frågor. Han gick även med på att ge amnesti åt alla inblandade. Han bröt båda löftena, vilket utlöste ett nytt uppror 1537. Den här gången slog kungen till snabbt, och det hela slutade med att upprorsledarna dömdes för högförräderi och avrättades. 
År 1538 sanktionerade Henrik förstörandet av relikskrin, ikoner och skulpturer av romersk-katolska helgon. År 1539 upplöstes Englands kvarvarande kloster och med hjälp av de underlag som Cromwell låtit upprätta under visitationerna beslagtogs deras egendomar av kronan. Året därpå, 1540, utnämndes Cromwell till greve (earl) av Essex. 
Jane Seymour hade dött i barnsäng 1537 i samband med den blivande Edvard VI:s födelse. Cromwell uppmanade kungen att gifta om sig då det behövdes ytterligare arvingar ifall den sjuklige lille Edvard skulle dö. Valet föll 1540 på den tyska prinsessan Anna av Kleve, då Cromwell menade att detta innebar en fördelaktig allians. När kungen vantrivdes i sitt nya äktenskap föll Cromwell snabbt i onåd. Detta var det egentliga motivet till att Cromwell arresterades för högförräderi den 10 juni 1540 och senare dömdes till döden. 
Cromwell avrättades i Towern den 28 juli 1540. Strax innan hans avrättning uttalade Cromwell att han dog i den traditionella tron (katolska tron). Det sägs att Henrik VIII avsiktligt valde en oerfaren bödel. Den unge bödeln försökte hugga av Cromwells huvud tre gånger innan han lyckades. Efter avrättningen kokades huvudet och sattes på en spik på London Bridge, med ansiktet vänt bort från City of London.
Henrik kom senare att ångra att han hade låtit avrätta Cromwell, och i ett uttalande 1541 kallade kungen honom "den trognaste tjänare han någonsin haft".
Lordprotektorn av England Oliver Cromwell (1599–1658) var ättling till Thomas Cromwells syster Catherine Cromwell.